# Świdnik
Świdnik este un oraș în Polonia.

## Sport
Clubul Avia Świdnik din Świdnik are o secție de fotbal masculin și una de volei.